# Asphodelus ramosus
Asphodelus ramosus là một loài thực vật có hoa trong họ Thích diệp thụ. Loài này được L. miêu tả khoa học đầu tiên năm 1753.